# Star Wars: Episode V: The Empire Strikes Back
Star Wars: Episode V: The Empire Strikes Back is het vijfde, maar als tweede gemaakte, deel uit de Star Warsserie. Deze Amerikaanse film werd gemaakt in 1980, en geregisseerd door Irvin Kershner. Het scenario werd geschreven door Leigh Brackett en Lawrence Kasdan.

## Verhaal
Drie jaar zijn verstreken sinds de vorige film. Luke Skywalker en Han Solo zijn nu officieel lid van de rebellen, die zich ophouden op de ijsplaneet Hoth. Han wordt echter massaal gezocht door premiejagers vanwege zijn schuld aan Jabba de Hutt. Bovendien zint het Galactische Keizerrijk op wraak na de vernietiging van de Death Star, en is een grote zoektocht naar de rebellen gestart.
Op Hoth wordt Luke aangevallen door een wampa. Die neemt de bewusteloze Luke mee naar een ijsgrot, waar Luke (die weer wakker is geworden) met zijn lichtzwaard de arm van de wampa afhakt en naar buiten vlucht. Bij de rebellenalliantie op dezelfde planeet merkt Han dat Luke niet meer terugkomt, en gaat hem zoeken. Terwijl Han op zoektocht is, ziet Luke de geest van zijn oude leermeester Obi-Wan Kenobi. Die vertelt hem naar de planeet Dagobah te gaan om Yoda, de laatste nog levende Jedimeester, te zoeken. Hij kan Luke verder opleiden. Daarna verdwijnt Obi-Wans geest en komt Han eraan. Luke en Han worden gered door een snowspeeder, die hen terug naar de rebellenalliantie brengt.
Het Galactische Keizerrijk laat AT-AT Walkers de rebellenalliantie aanvallen. Er ontstaat een enorm gevecht tussen de rebellen en de AT-AT Walkers. Luke en vele anderen vliegen in snowspeeders, om de AT-AT Walkers uit te schakelen. De AT-AT Walkers winnen van de rebellen en ze nemen de rebellenalliantie in. Luke ontsnapt met R2-D2 in een X-Wing, maar besluit niet met de anderen mee te gaan. Hij gaat in plaats daarvan naar de moerasplaneet Dagobah. Prinses Leia, Han Solo, Chewbacca en C-3PO ontsnappen in de beschadigde Millennium Falcon. De hyperdrive blijkt echter defect waardoor ze niet naar lichtsnelheid kunnen. Han Solo probeert de achtervolgende keizerlijke schepen af te schudden in een asteroïdegordel. Darth Vader wil koste wat het kost de Falcon en zijn inzittenden, en schakelt zelfs wat premiejagers in. Han Solo vliegt in z'n Millennium Falcon een grot op een rotsenplaneet in. Als ze daar een tijdje wachten, komen ze erachter, dat ze in de maag van een monster bevinden, in plaats van een grot. De Millennium Falcon vliegt uit de maag van het monster. Han Solo koppelt de Millennium Falcon aan een keizerlijk schip zodat dit schip hen onbewust meevoert. Zo kunnen ze ontsnappen naar Cloud City op de planeet Bespin.
Op Dagobah stort Luke neer in een moeras. Hij vindt Yoda, maar die wil Luke aanvankelijk niet trainen. Pas nadat Obi-Wans geest Yoda overtuigt, begint Lukes training. Yoda benadrukt hierbij expliciet de gevaren van de Duistere Kant van De Kracht. Ondertussen, in Cloud City, zoeken Han, Leia, Chewbacca en C-3PO naar de vroegere eigenaar van de Millennium Falcon, Lando Calrissian, om de Falcon te laten repareren. Echter, een premiejager is voor het keizerrijk achter de Falcon aangegaan en vertelt de locatie aan Darth Vader, die Solo, Chewbacca en Leia gevangenneemt. Zij zullen als aas dienen voor Luke. Darth Vader wil Luke laten invriezen in een schijndode slaap voor transport naar de keizer. Omdat deze techniek nog nieuw is, test hij het uit op Han Solo. Han overleeft het, en wordt in een ingevroren toestand meegenomen door de premiejager Boba Fett naar Jabba de Hutt.
Luke voelt dat zijn vrienden in gevaar zijn. Ondanks Yoda's waarschuwingen dat zijn training nog niet af is, en Luke nog erg gevoelig is voor de Duistere Kant van De Kracht, vertrekt Luke naar Cloud City. Eenmaal aangekomen in deze stad wordt hij in de val gelokt door Darth Vader, die probeert om hem in te vriezen en mee te nemen naar de keizer aangezien Luke een sterke bondgenoot van het keizerrijk kan worden. Dit mislukt en de situatie verandert in een lichtzwaardgevecht tussen Luke en Darth Vader. Nadat Luke in een hoek is gedreven door Darth Vader, ontwapent Darth Vader Luke door zijn hand (en daarmee zijn lichtzwaard) eraf te hakken. Darth Vader vraagt of Luke van zijn vader af weet. Luke vertelt dat hij weet dat Darth Vader zijn vader, Anakin Skywalker, heeft vermoord. Darth Vader vertelt hem echter de waarheid: Darth Vader is Anakin Skywalker, en met andere woorden dus zelf de vader van Luke. Darth Vader vraagt Luke hem te volgen naar de Duistere Kant om zo het heelal te regeren als vader en zoon. Hij voegt hier aan toe dat Luke toch geen andere keuze heeft. Luke laat zichzelf echter van het platform vallen. Met behulp van De Kracht beheerst en controleert hij zijn val en komt hij terecht in een tunnel die naar de bodem van Cloud City leidt. Luke valt door een gat naar buiten, maar kan zich nog net aan een voorwerp vastgrijpen. Hij probeert contact te zoeken met Ben, in de hoop gered te worden, maar dit lukt niet. Luke kan echter wel contact maken met Leia.
Leia, Chewbacca, C-3PO, R2-D2 en Lando zijn op een miraculeuze wijze ontsnapt met de Falcon. Wanneer ze op weg zijn naar de rest van de rebellen, hoort Leia de stem van Luke. Leia weet nu waar Luke is en vertelt Chewbacca dat ze moeten terugkeren. Eenmaal terug aangekomen bij Cloud City zien ze Luke hangen en redden ze hem. Ze gaan naar de rest van de Rebellen, waar Luke een cyborghand aangemeten krijgt. Lando en Chewbacca vertrekken met de Falcon om op zoek te gaan naar Boba Fett, in de hoop Han te kunnen bevrijden. Ze spreken met Luke af dat ze elkaar terug zullen zien op Tatooine als ze Han gevonden hebben.

## Rolverdeling
| Acteur                                             | Personage                        |
| -------------------------------------------------- | -------------------------------- |
| Mark Hamill                                        | Luke Skywalker                   |
| Harrison Ford                                      | Han Solo                         |
| Carrie Fisher                                      | Prinses Leia Organa              |
| Billy Dee Williams                                 | Lando Calrissian                 |
| Anthony Daniels                                    | C-3PO                            |
| David Prowse James Earl Jones (stem, niet genoemd) | Darth Vader                      |
| Peter Mayhew                                       | Chewbacca                        |
| Kenny Baker                                        | R2-D2                            |
| Frank Oz                                           | Yoda                             |
| Alec Guinness                                      | Obi-Wan "Ben" Kenobi             |
| Jeremy Bulloch                                     | Boba Fett                        |
| John Hollis                                        | Lobot                            |
| Jack Purvis                                        | Chief Ugnaught                   |
| Ian McDiarmid                                      | Keizer Palpatine / Darth Sidious |
| Kenneth Colley                                     | Admiraal Piett                   |
| Bruce Boa                                          | Generaal Rieekan                 |
| Denis Lawson                                       | Wedge Antilles                   |
| John Ratzenberger                                  | Majoor Derlin                    |
| Maurice Bush                                       | Dengar                           |
| Joe Johnston                                       | Kapitein Shawn Valdez            |
| Paul Klein                                         | IG-88                            |

## Achtergrond

### Productie
George Lucas' vorige film, Star Wars, overtrof alle verwachtingen. Derhalve zag Lucas een kans om onafhankelijk te worden van de Hollywood filmindustrie, en financierde de productie van The Empire Strikes Back zelf middels leningen en de opbrengst van de vorige film. Hiermee ging hij tegen de principes van vele Hollywoodproducers in.
Nu hij geheel de controle had over zijn Star Warsfilms, besloot Lucas The Empire Strikes Back niet zelf te regisseren daar hij al veel andere taken had, waaronder toezicht houden bij Industrial Light & Magic (ILM) en het afhandelen van de financiën. De regie was daarom in handen van Irvin Kershner. Kershner weigerde eerst daar hij bang was dat een vervolgfilm nooit kon tippen aan het origineel, maar toen hij zijn agent belde stond die erop dat Kershner akkoord zou gaan.
Na de uitkomst van de eerste Star Warsfilm was ILM uitgegroeid tot een succesvol bedrijf. The Empire Strikes Back stelde ILM voor nieuwe uitdagingen, zoals het gevecht in de sneeuw met de AT-AT's was lastig te filmen. Hiervoor werd voor het grootste gedeelte stop-motion gebruikt. De sets voor de planeet Dagobah werden 1,5 meter boven de grond gebouwd zodat de poppenspeler die Yoda moest bedienen eronder kon kruipen.
Het filmen begon in Noorwegen op 5 maart 1979. Net als bij de opnames van de vorige film werkten de weersomstandigheden in het gebied de crew flink tegen. Zo kreeg het team te maken met de ergste sneeuwstorm in 50 jaar.
Tijdens de productie werd het feit dat Darth Vader Lukes vader was goed geheimgehouden. Zelfs David Prowse, die Vader op de set speelde, wist hier niets van af. Ook Mark Hamill, die Luke speelde wist het niet, tot het moment dat hij de betreffende scène moest spelen. Voor die tijd dacht hij dat Darth Vader zou onthullen dat Obi-Wan Lukes vader had gedood. James Earl Jones, die Vaders stem deed was wel op de hoogte, maar meende dat Darth Vader simpelweg loog.
Om de openingsscène wat meer vaart te geven, wilde Lucas dat de credits pas op het eind werden vertoond. Hoewel dit vandaag de dag wel meer gebeurt, was dit destijds een ongewone keuze.
The Empire Strikes Back kwam uiteindelijk uit op een budget van $35.000.000.

### Muziek
De filmmuziek werd gecomponeerd door John Williams. Deze muziek werd ook op een soundtrackalbum uitgebracht door Sony Classical Records.

### Reacties
Hoewel de film tegenwoordig gezien wordt als de beste uit de reeks, ontving de film aanvankelijk gemengde reacties. Financieel gezien overtrof de film de verwachtingen: binnen drie maanden had de film het budget terugverdiend. Wereldwijd bracht de film $538.375.067 op.
Ondanks de wat moeizame start verbeterden de reacties op de film snel. Lang werd dit deel uit de Star Warssaga door de critici én door de fans bijna unaniem als het beste beschouwd.
De film wordt tegenwoordig ook gezien als een perfect voorbeeld van een "goede sequel", die zijn voorganger overtreft qua succes.

### Nabewerkingen
In de loop der jaren heeft de film een aantal nabewerkingen ondergaan. Zo zijn de effecten opgepoetst met behulp van computeranimatie.
Een belangrijke verandering betreft de keizer, Palpatine. In deze film krijgt men de keizer voor het eerst even te zien, wanneer hij per hologram praat met Darth Vader. Oorspronkelijk werd de rol van de keizer in deze scène gespeeld door Elaine Baker, de vrouw van make-upontwerper Rick Baker, en zijn stem werd ingesproken door Clive Revill. Voor de dvd-uitgave van de film in 2005 werd dit beeld echter vervangen door een nieuw hologram van acteur Ian McDiarmid, die in de prequel-trilogie en in Return of the Jedi ook de rol van de keizer speelt. Dit om de continuïteit tussen de zes films te verbeteren.

## Prijzen en nominaties
The Empire Strikes Back won in 1981 elf prijzen:
- 2 Academy Awards:
  - Beste geluid
  - Beste speciale effecten
- 4 Saturn Awards:
  - Beste acteur (Mark Hamill)
  - Beste regisseur
  - Beste sciencefictionfilm
  - Beste speciale effecten
- De Anthony Asquith Award for Film Music
- De Golden Screen
- De Grammy Award voor beste originele muziek.
- De Hugo Award voor Best Dramatic Presentation
- De People's Choice Award voor favoriete film

In totaal won de film of in combinatie met andere Lucasfilms 20 prijzen.